# Eugene Meyer

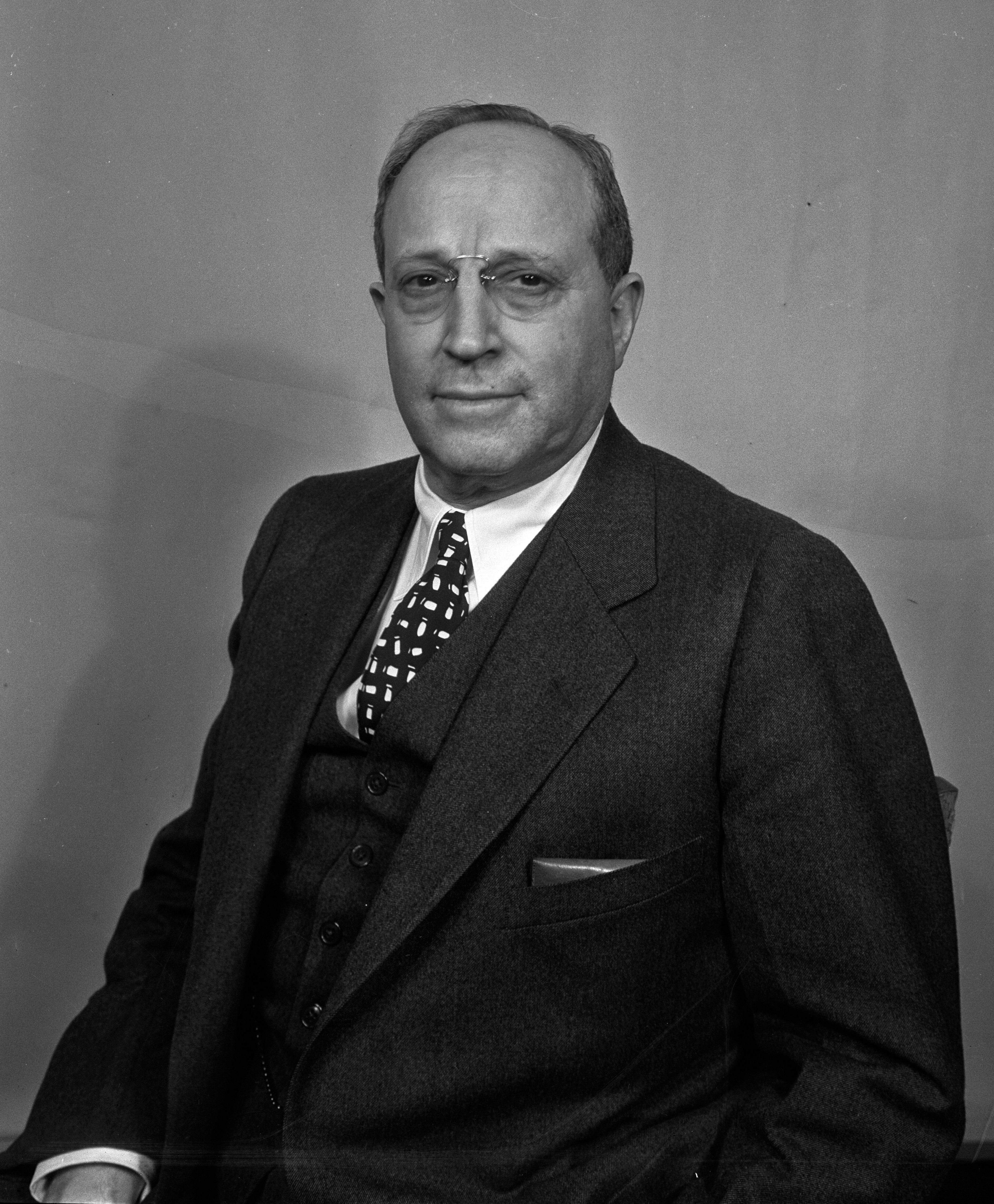
Eugene Meyer (1936)

Eugene Isaac Meyer (* 31. Oktober 1875 in Los Angeles, Kalifornien; † 17. Juli 1959 in Washington, D.C.) war ein US-amerikanischer Unternehmer und Zeitungsmagnat, der erste Präsident der Weltbank, der Gatte von Agnes E. Meyer und der Vater von Katharine Graham und Florence Meyer.

## Leben
Meyer war eines von acht Kindern von Marc Eugene Meyer (1842–1925), eines in Straßburg geborenen deutschstämmigen jüdischen Einwanderers und dessen Ehefrau Harriet, geb. Newmark (1851–1922), Tochter eines New Yorker Rabbis. Seine ältere Schwester Florence Meyer Blumenthal (1873–1930) wurde eine bekannte Philanthropin. Die Schwestern Rosalie und Elise heirateten Sigmund und Abraham Stern, damaliger Präsident und Geschäftsführer von Levi Strauss & Co. Sein Bruder Joseph Edgar Meyer heiratete die Tochter des Kaufhausgründers Andrew Saks und kam 1912 beim Untergang der Titanic ums Leben.
Meyer besuchte die US-Elite-Universität Yale und schloss dort seine Studien ab. Nach dem Studium arbeitete er vier Jahre lang bei Lazard Frères & Co, bis er sich mit einem eigenen Sitz an der New York Stock Exchange selbstständig machte. Durch diverse Spekulationen wurde er schnell zum Multimillionär. Im Jahr 1910 heiratete er Agnes Elizabeth Ernst, mit der er später fünf Kinder hatte. Unter Woodrow Wilson ging er nach Washington und wurde zum Oberhaupt der War Finance Corporation; bis zur Amtseinführung des Präsidenten Franklin D. Roosevelt verblieb er im Dienst der Regierungen. Um 1918 ließ Eugene Meyer von Charles A. Platt das Landhaus „Seven Springs“ in Mount Kisco erbauen, das seit 1994 zum Besitz von Donald Trump gehört.
1929 wurde er zum amerikanischen Botschafter in Berlin ernannt.
1933 ersteigerte er für 825.000 $ die zahlungsunfähig gewordene Washington Post (für die er fünf Jahre zuvor vergeblich 5 Mio. $ geboten hatte); bald darauf gab die Affäre zwischen König Edward VIII. und Wallis Simpson dem Blatt erste positive Impulse. Erst nach Kriegsende gewann die Zeitung stetig an Bedeutung. Harry S. Truman machte Meyer 1946 zum Chef der neugegründeten International Bank for Reconstruction and Development, doch kehrte Meyer schnell zur Arbeit an der Washington Post zurück.
Nach Eugene Meyer und seiner Frau ist die Meyer Foundation, eine wohltätige Stiftung, benannt, die bis heute in Katastrophenfällen etc. einspringt. Schon zu Lebzeiten unterstützte das Ehepaar Bedürftige tatkräftig. Hier ist insbesondere Agnes E. Meyers Einsatz für emigrierte Schriftsteller wie beispielsweise Thomas Mann, der während der Zeit des Nationalsozialismus in Deutschland durch ihre Vermittlung zu seiner Position als Lecturer in Princeton kam, hervorzuheben.